# Hook Me Up
Hook Me Up è il secondo album in studio del duo musicale australiano The Veronicas,  pubblicato il 3 novembre 2007 in Australia dalle etichette Sire e Warner Records.

## Descrizione
L'album, scritto e composto dalle due sorelle a Los Angeles insieme principalmente al compositore tedesco Toby Gad, mostra una nuova direzione nel suono del duo: si passa dal pop rock del precedente album The Secret Life of... a un sound più dance ed elettronico.
Il primo singolo dell'album è l'omonima Hook Me Up, che è uscita nel settembre del 2007 e ha regalato al duo la sua prima posizione in classifica in Australia. È poi stata seguita da Untouched, secondo singolo in Australia ma primo singolo in Nuova Zelanda, Nord America ed Europa, che ha portato le The Veronicas a debuttare nella Hot 100 statunitense alla numero 17. Dal disco sono stati estratti, a seconda dei mercati, anche i singoli This Love, Take Me on the Floor e Popular.

## Tracce
1. Untouched – 4:14 (Toby Gad, Jessica Origliasso, Lisa Origliasso)
2. Hook Me Up – 2:56 (J. Origliasso, L. Origliasso, Shelly Peiken, Greg Wells)
3. This Is How It Feels – 4:11 (Gad, J. Origliasso, L. Origliasso)
4. This Love – 2:59 (Gad, Kesha Serbet)
5. I Can't Stay Away – 3:26 (Josh Alexander, Billy Steinberg)
6. Take Me on the Floor – 3:30 (Gad, J. Origliasso, L. Origliasso)
7. I Don't Wanna Wait – 2:59 (John Feldmann, J. Origliasso, L. Origliasso)
8. Popular – 2:44 (Beni Barca, Gad, J. Origliasso, L. Origliasso)
9. Revenge Is Sweeter (Than You Ever Were) – 3:43 (Gad, J. Origliasso, L. Origliasso)
10. Someone Wake Me Up – 3:35 (Alexander, J. Origliasso, L. Origliasso, Steinberg)
11. All I Have – 3:14 (Gad, J. Origliasso, L. Origliasso)
12. In Another Life – 3:47 (Gad, J. Origliasso, L. Origliasso)

Traccia bonus nella ristampa del 2008
1. Goodbye to You – 3:12 (Zackery Holt Smith)

Tracce bonus nella ristampa del 2009
1. Change the World – 3:07 (John Feldmann, J. Origliasso, L. Origliasso)
2. 4ever – 3:28 (Max Martin, Lukasz Gottwald)

Traccia bonus nella ristampa britannica
1. Everything I'm Not – 3:21 (Martin, Rami, Gottwald, J. Origliasso, L. Origliasso)

Tracce bonus nell'edizione iTunes statunitense
1. Everything – 3:20 (J. Origliasso, L. Origliasso, Robert J. Guariglia, Paul De Vincenzo, Jungle George, Vik Foxx)
2. Don't Say Goodbye (feat. Tania Doko) – 2:54 (J. Origliasso, L. Origliasso, Gad, Tania Doko)
3. Untouched (Listen Deep Remix) – 4:32 (J. Origliasso, L. Origliasso, Gad)
4. Untouched (music video) – 3:49

## Successo commerciale
L'album debutta alla posizione numero 2 nella classifica degli album più venduti in Australia ed entra nella top-ten in Nuova Zelanda, alla posizione numero 8. È il primo album del duo a entrare in classifica nel Regno Unito, dove debutta al 35º posto. Negli Stati Uniti il disco arriva alla posizione numero 107 della Billboard 200, mentre giunge in vetta alla Heatseekers stilata da Billboard.

## Classifiche

### Classifiche settimanali
| Classifica (2007-09)      | Posizione massima |
| ------------------------- | ----------------- |
| Australia                 | 2                 |
| Canada                    | 57                |
| Francia                   | 134               |
| Irlanda                   | 33                |
| Messico                   | 47                |
| Nuova Zelanda             | 8                 |
| Regno Unito               | 35                |
| Stati Uniti               | 107               |
| Stati Uniti (Heatseekers) | 1                 |
| Svizzera                  | 38                |

### Classifiche di fine anno
| Classifica (2007) | Posizione |
| ----------------- | --------- |
| Australia         | 28        |
| Classifica (2008) | Posizione |
| Australia         | 17        |
| Nuova Zelanda     | 41        |